# Turó de Monterols
El cerro de Monterols (en catalán: turó de Monterols), también llamado turó d'en Gil, es una pequeña colina del llano de Barcelona que apenas sobresale de las edificaciones que lo rodean. 

## Descripción
El cerro era propiedad de la familia Gil y se fue edificando en sus vertientes, hasta que solo quedó la zona más escarpada, situada encima de la cota 115 m s. n. m. En 1940 el Ayuntamiento de Barcelona compró la finca y en 1947 inauguró el parque de Monterols, tras una remodelación efectuada por Lluís Riudor. En general, se respetaron las zonas verdes ya existentes, por lo que la mayor parte del parque presenta un aspecto natural, de frondosa vegetación; tan solo en algunos pequeños espacios se elaboró una jardinería más cuidada, de estilo paisajístico. La vegetación es de tipo mediterráneo, donde destacan los pinos y los algarrobos, así como robles, cipreses, encinas, olivos y almendros. En una pequeña hondonada que antiguamente fue una cantera hay palmitos y plantas aromáticas (romero, tomillo, espliego y salvia), así como especies arbustivas como el lentisco, el madroño, la retama y el avellano. Los caminos son circulares y ascendentes, con escaleras en algunos tramos; en ocasiones se abren a pequeñas plazoletas donde se sitúan áreas infantiles o mesas de ping-pong. Cerca de la entrada de la calle Gualbes hay una fuente de piedra con un relieve de putti sosteniendo guirnaldas de flores y frutas, obra anónima proveniente quizá del taller de un picapedrero. También tiene una zona polideportiva y un área para perros.

## Marco geológico y geográfico
El Barcelonés presenta geomorfológicamente dos grandes unidades: el llano de Barcelona y la sierra de Collserola. Esta es un tramo de la cordillera Litoral, que aparece como un horst formado por materiales graníticos y esquistosos. Su vertiente marítima baja mucho más suavemente que la vertiente septentrional, que lo hace con cierta brusquedad. Por el sudeste desciende hasta llegar a la sucesión de collados dispuestos en línea paralela a la cadena principal. Estos collados son: el de la Peira (133 m), la Rovira (261 m), el Carmelo (267 m), la Creueta del Coll (249 m), el Putget (181 m) y Monterols. Estos cerros tienen una composición, en general, análoga a la de la cordillera. En concreto, se trata de pizarras silúricas asentadas en un basamento granítico. El parque ocupa una superficie de 1,94 ha y llega a una altitud de 127 m s. n. m.

## Intervenciones arqueológicas
La rehabilitación integral del parque de Monterols, acometida por el Instituto Municipal de Parques y jardines de Barcelona, motivó que el Servicio de Arqueología del Museo de Historia de Barcelona emprendiera un proyecto de intervención arqueológica de carácter preventivo, atendiendo a los antecedentes arqueológicos de la zona. El control arqueológico dio resultados negativos en cuanto a la detección de elementos estructurales o de cultura material que se puedan calificar de arqueológicos. Las únicas trazas de actividad documentadas se remontan como muy lejos a finales del siglo XIX o principios del XX, siendo la mayor parte de ellas atribuibles a las obras de construcción del propio parque, ocurridas a mitad del XX.